# The Hockey Champ
The Hockey Champ (с англ. — «Чемпион по хоккею») — анимационный фильм Уолта Диснея с участием Дональда Дака и его племянников, созданный в 1939 году.
Дональд катается на коньках. Внезапно, прибегают его племянники, играющие в хоккей. Он видит, что они играют не так, как надо и показывает им, как надо играть по-настоящему. Он делает это слишком идеально и племянникам становится завидно. Они хотят пошутить над дядей.
Они забирают у него шайбу и зарывают её в сугроб. Дональд роется в сугробах и находит шайбу, но племянники снова её отбивают. Дональд опять бегает по сугробам и в конце концов падает в колодец, из-за чего половина его тела превращается в лёд. Ему удаётся расколоть лёд, после чего он продолжил гоняться за племянниками. Он стукается об дерево, на чьих ветках висят сосульки. Сосульки обрушиваются на Дональда.
Племянники смеются над Дональдом и ударяют шайбу так сильно, что Дональд проглатывает её, из-за чего племянники гоняются за ним, чтобы ударить по шайбе. Дональд чуть не падает с водопада, но тот замерзает, образую ледяную дорожку. В конечном итоге, по Дональду и шайбе внутри него ударяют, и тот попадает прямо в ворота.

## Восприятие
Через много десятилетий после выхода мультфильма на экраны, о нём не забыли. Так, Томас Хишак называет этот мультфильм «одним из лучших диснеевских мультфильмов на спортивную тему». Также отмечается, что этот мультфильм — один из немногих, где имеются отсылки к персонажам из «внешнего мира»: Дональд, обращаясь прямо в камеру, говорит: «Кто такая эта Соня Хени?», имея в виду норвежскую фигуристку, трёхкратную олимпийскую чемпионку 1928, 1932 и 1936 годов.